# Fiorenzo Angelini

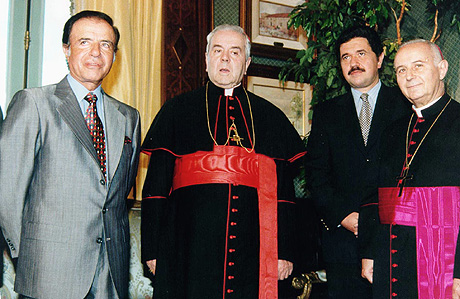
Fiorenzo Kardinal Angelini (Mitte) in Argentinien bei Präsident Carlos Menem (li.) (1997)

Kardinalswappen

Fiorenzo Kardinal Angelini (* 1. August 1916 in Rom; † 22. November 2014 ebenda) war ein Kurienkardinal der römisch-katholischen Kirche.

## Leben
Fiorenzo Angelini empfing nach philosophischen und theologischen Studien am 3. Februar 1940 die Priesterweihe und arbeitete anschließend fünf Jahre in der Pfarrseelsorge, ehe er in den Jahren 1945 bis 1947 kirchlicher Berater der Katholischen Aktion für ganz Italien wurde. Von 1947 bis 1954 versah er das Amt des päpstlichen Zeremoniars.
1956 ernannte ihn Papst Pius XII. zum Titularbischof von Messene und übertrug ihm Verantwortung für die Krankenhausseelsorge in Rom. Die Bischofsweihe spendete ihm Giuseppe Kardinal Pizzardo in der römischen Kirche Sant’Ignazio di Loyola in Campo Marzio; Mitkonsekratoren waren Erzbischof Luigi Traglia und Bischof Ismaele Mario Castellano. Der konservative Angelini galt seit dieser Zeit als einer der umstrittensten Männer der Kurie. Er verbündete sich mit politisch rechts stehenden Parteien, um eine Ausgrenzung der Kommunisten zu erwirken. Von 1977 bis 1985 wirkte Fiorenzo Angelini zusätzlich als Weihbischof im Bistum Rom. 1985 ernannte ihn Papst Johannes Paul II. zum Titularerzbischof und zum Präsidenten der Päpstlichen Kommission für die Seelsorge an den Menschen in Medizinischen Berufen.
Fiorenzo Angelini gehörte seit 1991 als Kardinaldiakon mit der Titeldiakonie Santo Spirito in Sassia dem Kardinalskollegium an und wurde 2002 unter Beibehaltung seiner Titeldiakonie zum Kardinalpriester pro hac vice erhoben. 1996 nahm Johannes Paul II. Angelinis Rücktrittsgesuch an, nachdem dieser bereits das 80. Lebensjahr vollendet hatte. 1997 war er Gründungspräsident des Internationalen Instituts für die Forschung über das Antlitz Christi (Istituto internazionale di ricerca sul Volto di Cristo).
Fiorenzo Angelini war Konzilsvater aller vier Sitzungsperioden des Zweiten Vatikanischen Konzils und engagierte sich für die Liturgie des Sakraments der Krankensalbung. Bei dem Konklave 2005 und dem Konklave 2013 war er wegen seines Alters nicht mehr wahlberechtigt. Er ist Verfasser zahlreicher Schriften zur Krankenseelsorge und hatte entscheidenden Anteil am Aufbau mehrerer Gesundheitszentren und Kliniken weltweit.
Papst Benedikt XVI. würdigte 2006 in einem Schreiben an Kardinal Angelini dessen Wirken und Verdienste. Er hatte aufgrund seines Umgangs mit der Ärzteschaft und Pharmaunternehmen die Spitznamen „Richelieu der Medizin“ oder “Sua Sanità” (deutsch: „Ihre Gesundheit“) und „Gesundheitsminister des Heiligen Stuhls“. Er war ein persönlicher Freund von Giulio Andreotti, mit dem er aufgewachsen war.

## Schriften
- Fiorenzo Angelini: La mia strada. Rizzoli, Mailand 2004. (Autobiografie)[6]